# XV Governo Regional da Madeira
O XV Governo Regional da Madeira foi formado com base na composição da Assembleia Legislativa Regional resultante das eleições regionais de 26 de maio de 2024. Foi um governo minoritário do PPD/PSD, que ganhou as eleições mas obteve apenas 19 deputados na assembleia regional. O PPD/PSD estabeleceu um acordo de incidência parlamentar com o CDS-PP, que obteve 2 deputados. O PPD/PSD e o CDS-PP juntos somavam apenas 21 deputados, não atingindo uma maioria absoluta (24 deputados). O governo tomou posse no dia 6 de junho de 2024 e terminou o mandato no dia 15 de abril de 2025.

## História
A 24 de janeiro de 2024, o presidente do Governo Regional, Miguel Albuquerque foi constituído arguido e foram detidos o presidente da Câmara Municipal do Funchal, Pedro Calado, e dois empresários madeirenses, por suspeitas de corrupção. A 5 de fevereiro de 2024, Miguel Albuquerque apresentou a demissão ao representante da República, Ireneu Barreto. A Assembleia Legislativa da Madeira foi dissolvida pelo Presidente da República em 27 de março de 2024, devido ao facto de não poder ser dissolvida antes de passarem 6 meses desde as últimas eleições, e eleições regionais marcadas para 26 de maio de 2024.
Miguel Albuquerque concorreu e foi reeleito novamente para a presidência do Partido Social Democrata (PPD/PSD) da Madeira, pelo que, apesar de ter sido constituído arguido por suspeitas de corrupção, encabeçou a lista do PPD/PSD.
Apesar de nas eleições anteriores terem formado uma coligação, desta vez o PPD/PSD e o CDS-PP concorreram com listas separadas.
Nas eleições regionais de 26 de maio de 2024 o Partido Social Democrata (PPD/PSD) foi o partido mais votado com 36,13% dos votos e elegendo 19 deputados. O Partido Socialista (PS) foi o segundo partido mais votado, com 21,32% e 11 deputados, seguido do Juntos Pelo Povo (JPP) com 16,89% e 9 deputados, do Chega (CH) com 9,23% e 4 deputados, do CDS - Partido Popular (CDS-PP) com 3,96% e 2 deputados, da Iniciativa Liberal (IL) com 2,56% e 1 deputado, e do Pessoas–Animais–Natureza (PAN) com 1,86% e 1 deputado. Os restantes partidos não elegeram qualquer deputado.
Na noite das eleições Miguel Albuquerque reivindicou vitória e disse estar disponível para negociar com todos os partidos, exceto o PS, para encontrar soluções de governação. No dia seguinte, o PS e o JPP anunciaram terem chegado a acordo para formar governo, estando disponíveis para dialogar com os outros partidos com exceção do PPD/PSD e Chega. Juntos PS e JPP têm 20 deputados, mais um que o PPD/PSD sozinho. A IL rejeitou apoiar a solução PS e JPP.
No dia 28 de maio, o PPD/PSD chegou a acordo com o CDS-PP para obter apoio parlamentar, somando estes dois partidos 21 deputados. O PPD/PSD também disse ter garantias informais de que o Chega se iria abster e viabilizar o seu governo. No mesmo dia, 28 de maio, o representante da República, Ireneu Barreto, anunciou que iria indigitar Miguel Albuquerque como presidente do Governo Regional, por considerar que a solução PS e JPP não teria "qualquer hipótese de ter sucesso na Assembleia Legislativa". Miguel Albuquerque foi indigitado no dia seguinte, 29 de maio, e o governo tomou posse em 6 de junho.
Miguel Albuquerque apresentou o programa do governo no parlamento regional em 14 de junho, para ser discutido entre 18 e 20 de junho e votado neste último dia. O Chega, apesar de ter dado garantias anteriormente, anunciou uns dias antes que ia votar contra o programa. O PS também já tinha anunciado o voto contra. No dia 15 de junho, o JPP também anunciou o voto contra. Estes três partidos juntos têm 24 deputados em 47, pelo que a rejeição do programa estava garantida. Em 19 de junho, um dia antes da votação, Miguel Albuquerque retirou o programa do governo que tinha apresentado, para negociar com os partidos um novo programa. Em 4 de julho, após negociações com os partidos, o parlamento regional aprovou o novo programa do governo com 22 votos a favor (PPD/PSD, CDS-PP e PAN), 21 votos contra (PS, JPP e uma deputada do Chega (Magna Costa)) e 4 abstenções (IL e 3 deputados do Chega).
No dia 19 de julho, o orçamento regional para 2024 e o plano de investimentos foram aprovados com 22 votos a favor (PPD/PSD, CDS-PP e PAN), 21 votos contra (PS, JPP e IL) e 3 abstenções (Chega). A deputada Magna Costa, do Chega, não esteve presente na votação.
Em 6 de novembro, o Chega apresentou uma moção de censura ao governo regional. O PS e o JPP anunciaram que iam votar a favor da moção. A 17 de dezembro de 2024, a moção de censura ao XV Governo Regional foi aprovada com 26 votos a favor - Chega, PS, JPP, PAN e IL - e 21 votos contra - PSD e CDS-PP. Assim, considerando que a aprovação de moção de censura implica a demissão do governo, o XV Governo Regional manteve-se em funções de gestão, limitado à prática dos atos estritamente necessários para assegurar a gestão dos negócios públicos da Região, até à posse de novo governo regional, a 15 de abril de 2025.

## Composição
A composição do governo é a seguinte:
| Retrato | Cargo                                                 | Detentor           | Partido | Partido      | Período                                  |
| ------- | ----------------------------------------------------- | ------------------ | ------- | ------------ | ---------------------------------------- |
|         | Presidente do Governo Regional                        | Miguel Albuquerque |         | PPD/PSD      | 6 de junho de 2024 — 15 de abril de 2025 |
|         | Secretário Regional de Educação, Ciência e Tecnologia | Jorge Carvalho     |         | PPD/PSD      | 6 de junho de 2024 — 15 de abril de 2025 |
|         | Secretário Regional das Finanças                      | Rogério Gouveia    |         | PPD/PSD      | 6 de junho de 2024 — 15 de abril de 2025 |
|         | Secretário Regional de Saúde e Proteção Civil         | Pedro Ramos        |         | independente | 6 de junho de 2024 — 15 de abril de 2025 |
|         | Secretário Regional de Economia, Turismo e Cultura    | Eduardo Jesus      |         | independente | 6 de junho de 2024 — 15 de abril de 2025 |
|         | Secretária Regional de Agricultura, Pescas e Ambiente | Rafaela Fernandes  |         | PPD/PSD      | 6 de junho de 2024 — 15 de abril de 2025 |
|         | Secretário Regional de Equipamentos e Infraestruturas | João Pedro Fino    |         |              | 6 de junho de 2024 — 15 de abril de 2025 |
|         | Secretária Regional de Inclusão, Trabalho e Juventude | Ana Maria Freitas  |         | PPD/PSD      | 6 de junho de 2024 — 15 de abril de 2025 |